# 兀鷹行動
兀鷹行動（西班牙語：Operación Cóndor）是一項由美國支持、在南美洲蒐集情報和暗殺對手的政治迫害和國家恐怖主義行動。它於1968年開始，1975年在南美洲南錐體的右翼獨裁國家正式實施，領導人有豪尔赫·拉斐尔·魏地拉、烏戈·班塞爾、翁貝托·德·阿倫卡爾·卡斯特略·布朗庫、阿圖爾·達科斯塔·伊·席爾瓦、奥古斯托·皮诺切特、弗朗西斯科·莫拉萊斯·貝穆德斯、阿尔弗雷多·斯特罗斯纳和阿帕里西奧·門德斯。它的目的是剷除共產主義與蘇聯的影響，並抑制成員國政府的反對派運動。
由於其秘密性質，兀鷹行動直接造成死亡的人數備受爭議，保守估計至少有60,000人死亡，其中大約30,000人死在阿根廷，受害者包括政壇的異見人士及左翼分子、工業及農業界組織的領袖、天主教會的神父和修女、學界的知識分子及師生、游擊隊員以及任何被懷疑反政府的人士。
兀鷹行動的主要成員國包括阿根廷、智利、烏拉圭、巴拉圭、玻利維亞和巴西。美國多任政府都為軍政府提供了技術支持、酷刑培訓和軍事援助，包括约翰逊、尼克松、福特、卡特和雷根政府，這種支持經常通過中央情報局提供及協調。

## 外部連結
- 邱稔壤. . 印刻出版. 2002年. ISBN 978-957-30142-7-0.